# Josef Boháč (lední hokejista)
Josef Boháč (20. dubna 1914 Praha – 12. září 1989) byl československý lední hokejista, účastník Zimních olympijských her 1936 v Ga-Pa.

## Hráčská kariéra
- 1934–1935 – AC Sparta Praha
- 1935–1936 – AC Sparta Praha